# Drwęca
Drwęca (niem. Drewenz) – rzeka w północnej Polsce na Pojezierzu Mazurskim i Pojezierzu Chełmińsko-Dobrzyńskim, prawy dopływ dolnej Wisły. Długość rzeki wynosi 207 km, a powierzchnia dorzecza 5536 km². Wypływa ze wschodnich stoków Góry Dylewskiej (Czarci Jar) na wysokości 191 m n.p.m., płynie na południowy zachód i uchodzi do Wisły na wysokości 36,6 m n.p.m., a jej końcowy odcinek stanowi granicę Torunia i Złotorii. Wyznacza południową granicę ziemi chełmińskiej.
Przepływa przez województwo warmińsko-mazurskie i województwo kujawsko-pomorskie.
Obszar dorzecza Drwęcy ukształtowany został podczas zlodowacenia wistuliańskiego – stadium poznańskiego. Drwęca jest połączona z Zalewem Wiślanym poprzez Kanał Elbląski. Są na niej organizowane spływy kajakowe. Rzeka od 1961 na całej długości jest najdłuższym ichtiologicznym rezerwatem przyrody w Polsce, objęta jest programem Natura 2000 jako specjalny obszar ochrony siedlisk Dolina Drwęcy (PLH280001) i na odcinku od Jajkowa do Brodnicy jako obszar specjalnej ochrony ptaków Bagienna Dolina Drwęcy (PLB040002).

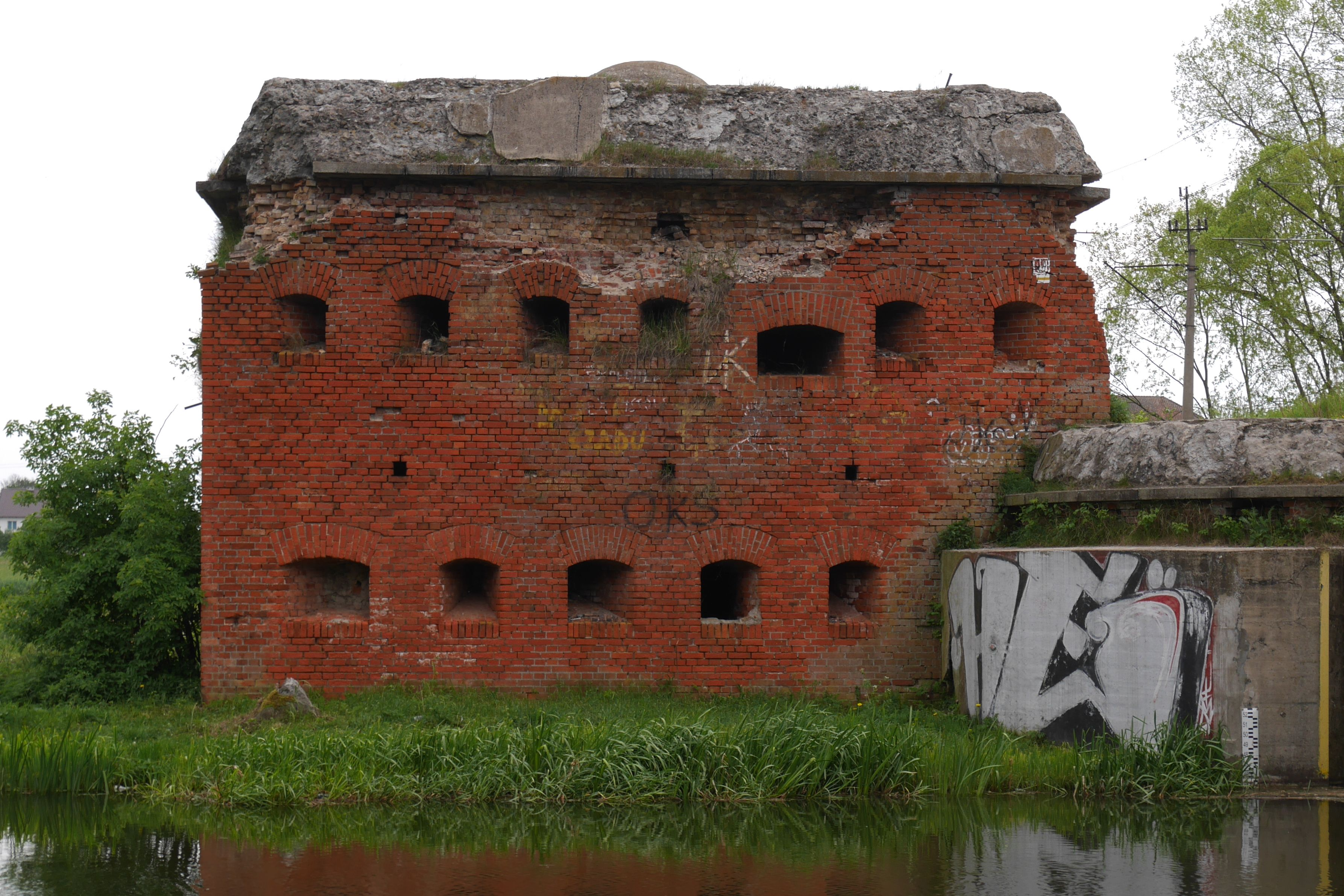
Jedna z dwóch wież obronnych (MG-Turm/Blokhauz) mostu kolejowego na Drwęcy w Samborowie, tego typu obiekty znajdują się także na moście kolejowym w Tomarynach

## Dopływy Drwęcy

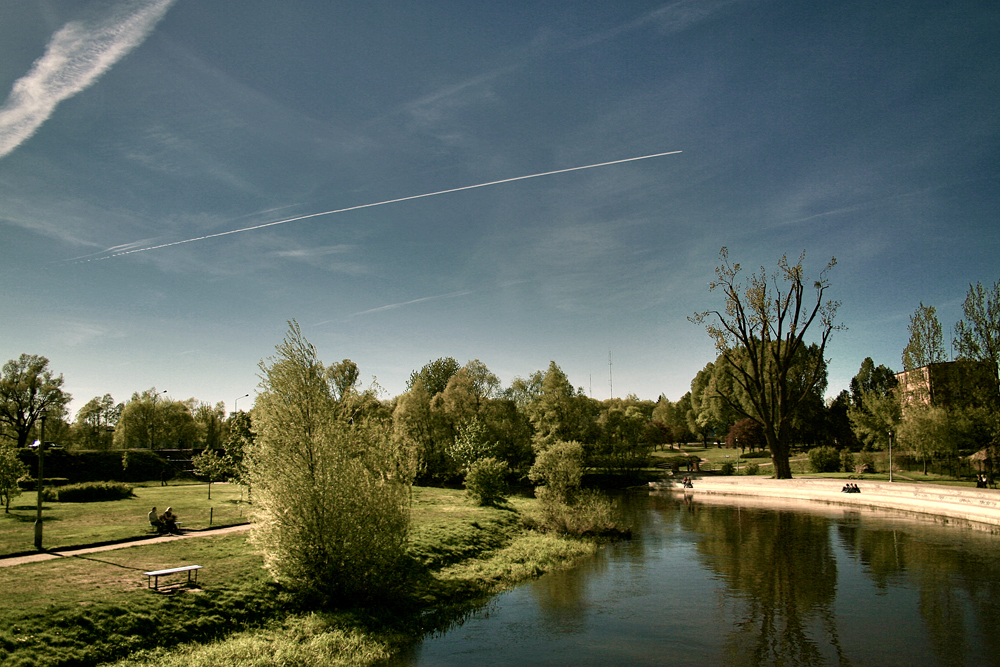
Drwęca w Brodnicy

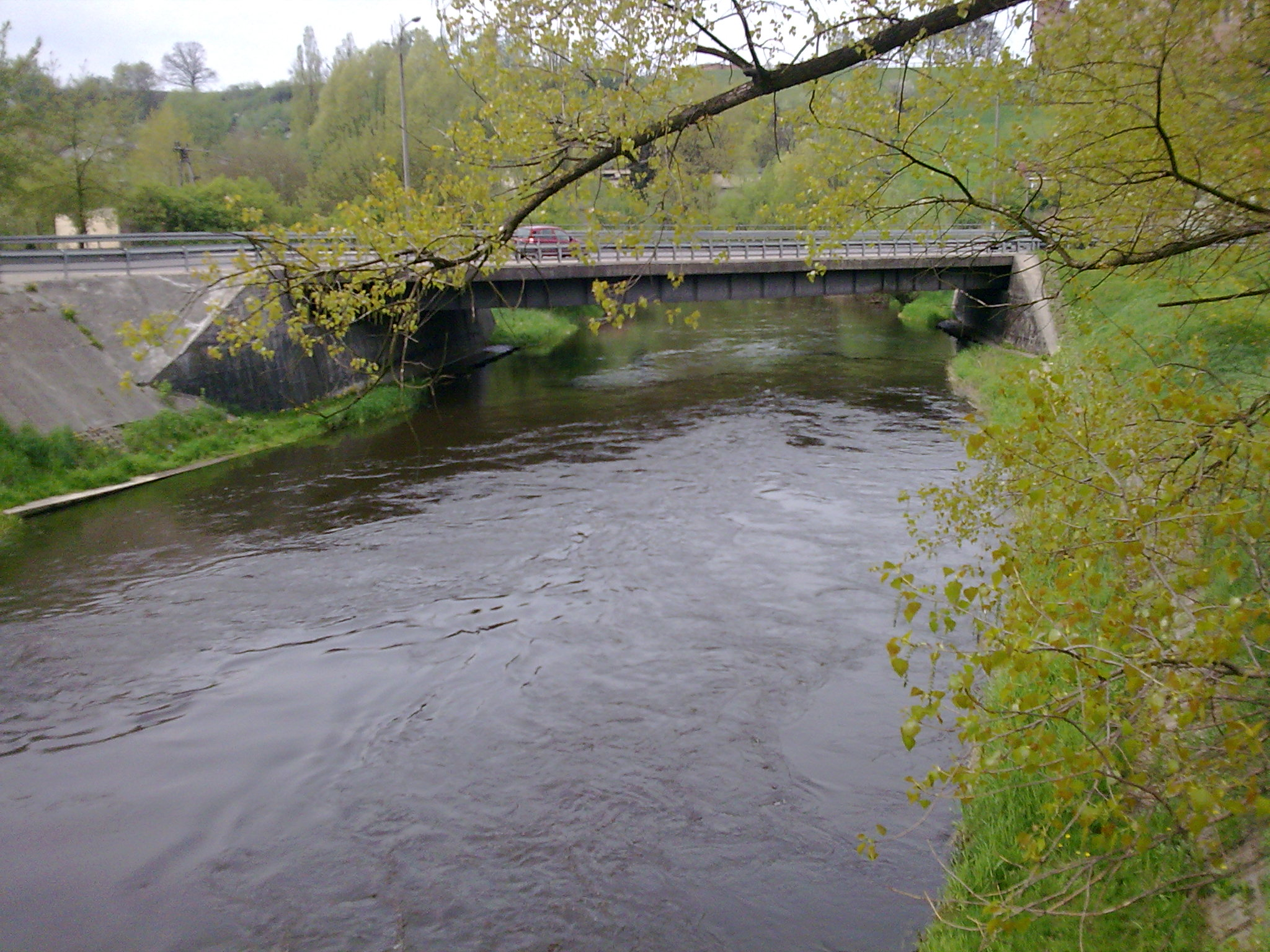
Drwęca w Golubiu

- Lewostronne:
  - Grabiczek (L)
    - L Dylewka
      - L Żuławka

  - Poburzanka
  - Gizela
    - P Bałcyna

  - Elszka Lubawska
    - L Sandela

  - Wel
    - L Grzybińska Struga
    - L Żabińska Struga
    - L Koszelewska Struga
    - L Murawka
    - L Płośniczanka
    - L Martwica
    - L Zwórznianka
    - L Wąs
    - P Kiełpińska Struga
    - P Katlewska Struga
    - P Wólka
      - L Linowiecka Struga

    - P Rumiańska Struga
      - P Truszczyńska Struga
      - P Dębieńska Struga

  - Groblica
  - Brynica
    - P Samionka
    - L Pissa
    - L Górzanka

  - Rypienica
  - Struga Dobrzyńska
  - Ruziec
  - Lubianka
  - Jordan
  - Rudnik
  - Struga Głogowska
  - Bywka

- Prawostronne:
  - Gramotka
  - Kałdunka
  - Iławka
  - Skarlanka
  - Struga Brodnicka
  - Struga Kujawska
  - Struga Wąbrzeska
  - Struga Kowalewska
  - Struga Rychnowska
  - Struga Lubicka
  - Frednowski Rów

## Miasta położone nad Drwęcą
- Ostróda (32 tys.)
- Nowe Miasto Lubawskie (12 tys.)
- Brodnica (ok. 27,0 tys.)
- Golub-Dobrzyń (14,1 tys.)
- Toruń (203 tys.)

Większe miasta leżące w dorzeczu Drwęcy:
- Lubawa (9,1 tys.)
- Lidzbark (8,3 tys.)
- Rypin (16,3 tys.)
- Wąbrzeźno (13,8 tys.)
- Kowalewo Pomorskie (4 tys.)
- Toruń (208 tys.)

## Historia
Drwęca była rzeką graniczną w latach 1815–1920, oddzielając terytoria zaboru pruskiego i rosyjskiego. W okolicy Złotorii i Lubicza działało kilkanaście posterunków granicznych obu zaborców (część budynków jest zachowana jako mieszkalne). Główne posterunki drogowe istniały w Lubiczu Górnym (rosyjskie) i Dolnym (pruskie). Wykopano też tzw. kordon graniczny – wał ziemny z nasypami po bokach, dla wyodrębnienia granic Prus.
Krzyżacy Drwęcę wykorzystywali do transportu płodów rolnych, runa leśnego, skór oraz mięsa. Szkuty dostarczały sól i stal.
W okolicach Lubicza na rzece wybudowano ujęcie wody Toruń-Jedwabno, pobierające wodę dla ok. 250 tysięcy ludzi, wybudowane w latach 60. Zostało zmodernizowane ze środków UE w 2006. Chlorowanie zastąpiono ozonowaniem, pozbawiając wodę niemiłego smaku.

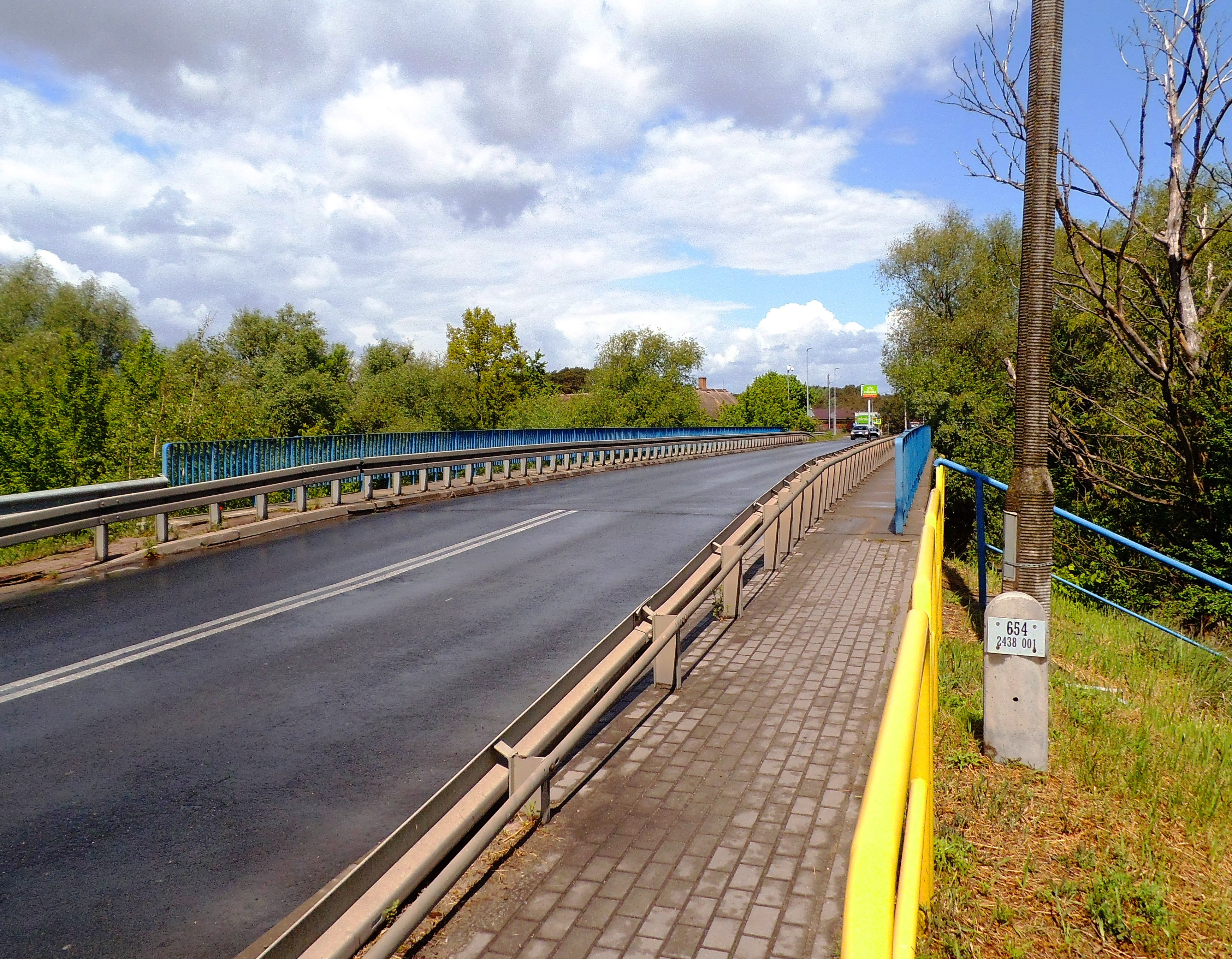
Most drogowy na Drwęcy w Toruniu

## Turystyka
Drwęca jest jednym z piękniejszych szlaków kajakowych w Polsce. Dostępna do spływania od miejscowości Rychnowska Wola (8 km za źródłem) do samego ujścia w Wiśle, na długości 199 km. Początkowy odcinek dość uciążliwy z powodu mocno zarośniętego koryta rzeki. Nieco łatwiej robi się od miejscowości Idzbark, gdzie można zwodować kajaki przy ujściu rzeki Grabiczek. Jest rzeką o łatwym stopniu trudności, stosunkowo dobrze zagospodarowaną pod kątem noclegów i zaopatrzenia.